# Trigonostomum tori
Trigonostomum tori is een platworm (Platyhelminthes). De worm is tweeslachtig. De soort leeft in het zoute water.
Het geslacht Trigonostomum, waarin de platworm wordt geplaatst, wordt tot de familie Trigonostomidae gerekend. De wetenschappelijke naam van de soort werd voor het eerst geldig gepubliceerd in 2004 door Willems, Artois, Vermin & Schockaert.